# Melo Viana (Coronel Fabriciano)
Melo Viana é um bairro do município brasileiro de Coronel Fabriciano, no interior do estado de Minas Gerais. Localiza-se no distrito Senador Melo Viana, estando situado no Setor 4. Segundo o censo demográfico de 2022, realizado pelo Instituto Brasileiro de Geografia e Estatística (IBGE), sua população era de 4 312 habitantes e havia 1 713 domicílios particulares permanentes ocupados.
De acordo com o IBGE, em 2010 a população era de 5 192 habitantes e havia 1 896 domicílios particulares.

## História

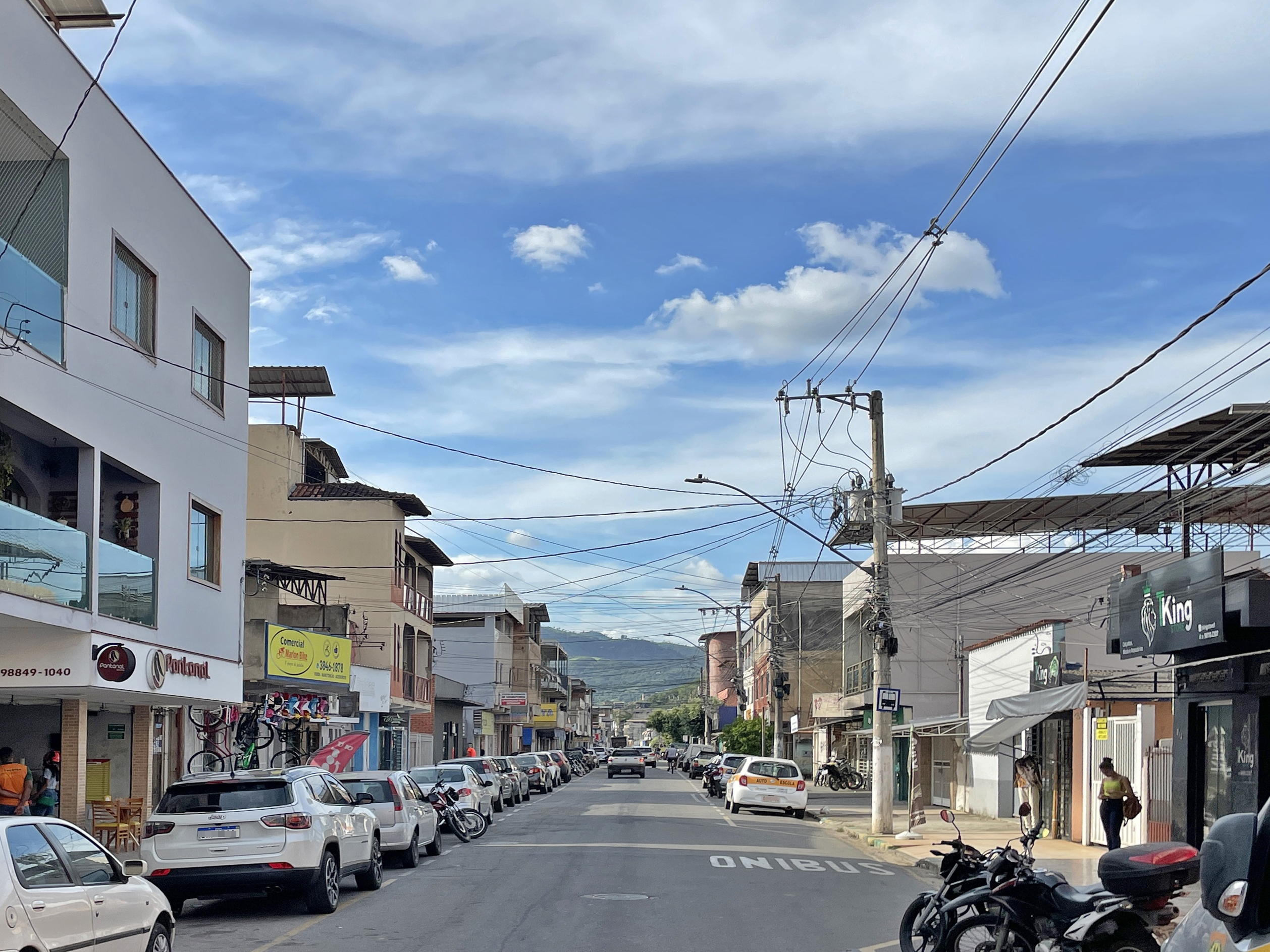
Avenida Geraldo Inácio, onde se concentra o comércio do bairro.

O bairro Melo Viana marca onde ocorreu o início do povoamento de Coronel Fabriciano, através do surgimento do povoado de Santo Antônio do Calado, também chamado de Santo Antônio de Piracicaba ou Santo Antônio do Gambá, por volta de 1919. Os primeiros moradores utilizavam o local para agricultura e pecuária e o ribeirão Caladão era aproveitado para pesca e lazer. Com o passar do tempo afixaram-se várias casas de madeira e os primeiros estabelecimentos comerciais — pequenos armazéns — onde surgiu uma estrada que deu origem à chamada Rua 1, criada na década de 1920.
Pela lei estadual nº 823, de 7 de setembro de 1923, foi criado o distrito com a denominação de Melo Viana, subordinado a Antônio Dias. Tinha sua sede no atual bairro, mas a instância foi transferida para o atual Centro de Fabriciano em 1933, devido à longa distância percorrida pelo então escrivão José Zacarias da Silva Roque até a Estação do Calado. O distrito passou a se chamar Coronel Fabriciano em 1938 e foi emancipado em 1948. Todavia, o nome original foi mantido pelo bairro e aproveitado para denominar o distrito Senador Melo Viana, criado na década de 1960, sendo uma referência ao ex-senador, secretário de interior e vice-presidente da república Fernando de Melo Viana.
A atividade comercial ganhou impulso após a década de 1950, sobretudo na antiga Rua 1, que originou a Avenida Geraldo Inácio. Esse nome é uma homenagem a Geraldo Inácio da Silva, ex-vereador e comerciante, natural do município de Mesquita, que atuou em prol da criação do distrito Senador Melo Viana e foi assassinado em março de 1964. Na década de 60 foi estruturada a Avenida Magalhães Pinto, facilitando o acesso ao bairro e ao distrito. Em 1965 foi inaugurado o Cine Alvorada, na Avenida Geraldo Inácio, concebido como uma das principais salas de cinema da cidade. Devido ao esgotamento de imóveis na região do Centro de Fabriciano, houve um grande crescimento do comércio do Melo Viana e dos bairros próximos após a década de 90.

## Infraestrutura
A Avenida Geraldo Inácio, que corta o bairro Melo Viana, corresponde a uma das principais áreas comerciais da cidade fora do Centro. Dentre os ramos que podem ser encontrados cabem ser ressaltados supermercados, padarias, farmácias, açougues e lojas de confecções. O desenvolvimento econômico dessa região implicou a valorização imobiliária da localidade e de bairros vizinhos. Segundo o IBGE, possui uma área considerada como favela e comunidade urbana, denominada APP Córrego Caladão, que tinha 954 habitantes em 2022.
Dentre outros atrativos, abriga a Igreja Matriz de Santo Antônio, que é sede da Paróquia Santo Antônio, criada em 20 de janeiro de 1963. Também há o Centro de Artes e Esportes Unificados (CEUs), que possui cerca de 5 mil m² e conta com pista de caminhada, quadra poliesportiva coberta, pista de skate e equipamentos de ginástica, além de cineteatro, biblioteca e playground.